# Кизеветтер, Игорь Владимирович
Игорь Владимирович Кизеветтер — советский учёный, доктор технических наук, профессор, заслуженный деятель науки и техники РСФСР.

## Биография
Родился в 1908 году во Владивостоке. Член КПСС.
Образование высшее (окончил Промышленно-экономический техникум и Дальневосточный государственный университет)
Участник Великой Отечественной войны.
С 1930 года — научный сотрудник, заведующий кафедрой «Технологии продуктов питания», ректор Тихоокеанского института морского рыбного хозяйства и океанографии.
Умер в 1984 году.

## Научный вклад и сочинения
Выдающийся специалист в области технологии переработки рыбных продуктов. Автор более 150 научных трудов, в том числе:
- Кизеветтер, Игорь Владимирович. Промысловые морские водоросли и травы дальневосточных морей / И. В. Кизеветтер, М. В. Суховеева, Л. П. Шмелькова; Под общ. ред. И. В. Кизеветтера. — М. : Лег. и пищ. пром-сть, 1981. — 113 с.: ил.; 21 см.
- Кизеветтер, Игорь Владимирович. Технологическая и химическая характеристика промысловых рыб тихоокеанского бассейна [Текст] / И. В. Кизеветтер, д-р техн. наук, проф. ; Тихоокеан. науч.-исслед. ин-т рыбного хоз-ва и океанографии «ТИНРО». — Владивосток: Дальиздат, 1971. — 297 с. : черт., карт.; 25 см.
- Щеникова, Н.В.; Кизеветтер, И. В. Технология кулинарной продукции из нерыбного сырья водного происхождения — М.: Агропромиздат, 1989. — 167 с.

## Награды
- 3 ордена Трудового Красного Знамени[2]
- орден Знак Почёта (23.08.1943)[4][2]